# Jeziora w Niemczech
Na obszarze Niemiec znajdują się liczne jeziora, których większość skupia się w formie zwanej pojezierzami. Pojezierza występują na północny nizinach kraju i są pochodzenia lodowcowego. Największymi jeziorami są: Müritz, w północno-wschodnich Niemczech, największe jezioro Pojezierza Meklemburskiego o powierzchni 116,8 km², głębokości do 33 m. Innym jeziorem jest Schwerin. Na przedgórzu alpejskim i w Alpach także znajdują się duże akweny, największym jest Jezioro Bodeńskie i Chiemsee.

## Największe jeziora Niemiec
| nazwa                      | powierzchnia (km²) | głębokość maks. (m) | wysokość lustra (m n.p.m.) | dorzecze        | kraj związkowy                                   | mapa |
| -------------------------- | ------------------ | ------------------- | -------------------------- | --------------- | ------------------------------------------------ | ---- |
| Jezioro Bodeńskie Bodensee | 538                | 254                 | 395,23                     | Ren             | Badenia-Wirtembergia, Bawaria                    |      |
| Müritz                     | 117                | 31                  | 62                         | Łaba            | Meklemburgia-Pomorze Przednie                    |      |
| Chiemsee                   | 79,9               | 73,4                | 518,19                     | Dunaj           | Bawaria                                          |      |
| Schweriner See             | 61,54              | 52,4                | 37,8                       | Łaba            | Meklemburgia-Pomorze Przednie                    |      |
| Starnberger See            | 56,36              | 127,7 m             | 596                        | Dunaj           | Bawaria                                          |      |
| Ammersee                   | 46,6               | 81,1                | 532,9                      | Dunaj           | Bawaria                                          |      |
| Plauer See                 | 38,4               | 25,5                | 62                         | Łaba            | Meklemburgia-Pomorze Przednie                    |      |
| Kummerower See             | 32,55              | 23,3                | 0,3                        | Piana           | Meklemburgia-Pomorze Przednie                    |      |
| Steinhuder Meer            | 29,1               | 2,9                 | 38                         | ?               | Dolna Saksonia                                   |      |
| Großer Plöner See          | 28,4               | 56,2                | 21                         | ?               | Szlezwik-Holsztyn                                |      |
| Schaalsee                  | 23,5               | 72,0                | 35                         | Łaba            | Szlezwik-Holsztyn, Meklemburgia-Pomorze Przednie |      |
| Selenter See               | 21,37              | 35,8                | 37,2                       | Morze Bałtyckie | Szlezwik-Holsztyn                                |      |
| Kölpinsee                  | 20,29              | 30                  | 62,1                       | Łaba            | Meklemburgia-Pomorze Przednie                    |      |
| Tollensesee                | 17,9               | 31,2                | 14,8                       | Piana           | Meklemburgia-Pomorze Przednie                    |      |
| Schwielochsee              | 11,5-13,3          | 14                  | 40,8                       | Łaba            | Brandenburgia                                    |      |
| Walchensee                 | 16,4               | 189,5               | 808                        | Dunaj           | Bawaria                                          |      |

Pozostałe jeziora o powierzchni min. 0,47 km²:
- Krakower See 15 km²
- Ratzeburger See 14,3 km²
- Malchiner See 14 km²
- Dümmer 13,5 km²
- Edersee 11,8 km²
- Fleesensee 10,7 km²
- Jezioro Bleilochtalsperre 9,2 km²
- Tegernsee 9 km²
- Wagingersee 9 km²
- Goldberger See 7,7 km²
- Staffelsee 7,6 km²
- Müggelsee 7,4 km²
- Kochelsee 6 km²
- Königssee 5,2 km²
- Zwischenahner Meer 5,2 km²
- Templiner See 5,1 km²
- Arendsee 5,1 km²
- Altmühlsee 4,5 km²
- Hemmelsdorfer See 4,5 km
- Sorpesee 3,3 km²
- Laacher See 3,3 km²
- Großer Wannsee 2,7 km²
- Passader See 2,7 km²
- Baldeneysee 2,6 km²
- Alfsee 2,2 km²
- Jungfernsee 2,2 km²
- Bederkesaer See 2,1 km²
- Fahrlander See 2,1 km²
- Rothsee 2,1 km²
- Flögelnersee 1,5 km²
- Titisee 1,3 km²
- Hengsteysee 1,3 km²
- Kemnadersee 1,2 km²
- Wolgastsee 0,47 km²